# Carlos Antonio Vargas Guatatuca
Carlos Antonio Vargas Guatatuca (* 1. Dezember 1958 in Unión Base bei Puyo; † 29. Juni 2025) war ein indigener Verbandsfunktionär aus Ecuador. Er war von 1997 bis 2002 Vorsitzender des CONAIE, am 21. Januar 2000 war er für 24 Stunden Teil eines Regierungstriumvirats und von Juni 2003 bis 2005 Sozialminister des Landes.

## Werdegang
Seine Mutter Eliseo Vargas war Heilpraktikerin und sprach eine der Zaparo-Sprachen, sein Vater Acevedo Vargas war Eisen-Haushaltswarenhändler und sprach Kichwa.
Vargas war acht Jahre alt, als 1967 in der benachbarten Provinz Napo Erdöl gefunden wurde. Er erlebte die kulturelle Diskriminierung der Indigenas, wodurch er sich zum Aktivisten für Land, Sprache und soziale Gerechtigkeit entwickelte. Er besuchte die Schule in Puyo und studierte Lehramt für Grundschulen. In Spanien studierte er die Bewegungen der baskischen und katalanischen Nationalisten. Anschließend wurde er zum Vorsitzenden der Organización de Pueblos Indígenas de Pastaza (Opip) gewählt, wo er bis 1994 den Protest gegen die Umweltzerstörung durch Mineralölunternehmen leitete. 1994 wurde er in Pastaza Provinzdirektor für zweisprachigen Unterricht. 1997 wählte ihn die CONAIE in zwei aufeinander folgenden Amtsperioden zu ihrem Vorsitzenden.
Er war Mitglied des Fondo Indígena para América Latina y el Caribe FILAC.
Im Januar 2000 leitete er den indigenen Aufstand, der Präsident Jamil Mahuad stürzte, und war für 24 Stunden Mitglied eines Regierungstriumvirats, bis er durch den Staatsstreich dieses Amt verlor. 2002 kandidierte er für Movimiento Independiente Amauta Jatari um das Amt des Präsidenten von Ecuador.
Von Juni 2003 bis 2005 war er Minister für Soziales im Kabinett von Lucio Gutiérrez.
Der Eintritt in die Regierung wurde von CONAIE als Verrat betrachtet und Vargas Guatatuca ausgeschlossen. Am Abend des 19. April 2005 kam es zu Zusammenstößen zwischen Demonstranten und Sicherheitskräften, bei denen durch den Einsatz von Tränengas der chilenische Fotojournalist Julio García Romero an Herzversagen starb. Die Auseinandersetzungen setzten sich am 20. April fort und das Ministerium für Soziale Wohlfahrt wurde in Brand gesteckt.
Vargas war Pazifist und vertrat die Philosophie von Mohandas Karamchand Gandhi.